# Iwan Klimienko
Iwan Jefimowicz Klimienko (ros. Ива́н Ефи́мович Климе́нко, ur. 28 lutego 1921 we wsi Uspienowka w rejonie fiodorowskim w obwodzie kustanajskim, zm. 27 czerwca 2006 w Smoleńsku) – radziecki polityk, członek KC KPZR (1976–1989).
1942 ukończył Rostowski Instytut Inżynierów Transportu Kolejowego i został pomocnikiem maszynisty, później inżynierem kolejowym. Od 1945 w WKP(b), od 1949 kierownik wydziału transportowego Komitetu Obwodowego WKP(b) w Jarosławiu, 1952-1953 II sekretarz Komitetu Miejskiego WKP(b)/KPZR w Jarosławiu, a 1953-1954 przewodniczący komitetu wykonawczego Rady Miejskiej Jarosławia. 1954 zaocznie ukończył Wyższą Szkołę Partyjną przy KC WKP(b), 1954-1958 był doktorantem Akademii Nauk Społecznych przy KC KPZR, od 1958 kandydat nauk ekonomicznych. 1958-1959 starszy wykładowca i zastępca dyrektora Obwodowej Szkoły KPZR w Jarosławiu, 1959-1961 kierownik wydziału organów partyjnych, związkowych i komsomolskich Komitetu Obwodowego KPZR w Jarosławiu, od marca 1961 do stycznia 1963 II sekretarz Komitetu Obwodowego KPZR w Jarosławiu. Od grudnia 1962 do grudnia 1964 przewodniczący Komitetu Wykonawczego Przemysłowej Rady Obwodowej w Jarosławiu, od grudnia 1964 do sierpnia 1965 ponownie sekretarz Komitetu Obwodowego KPZR w Jarosławiu. Od sierpnia 1965 do 29 grudnia 1969 II sekretarz Komitetu Obwodowego KPZR w Smoleńsku, a od 29 grudnia 1969 do 19 maja 1987 I sekretarz Komitetu Obwodowego KPZR w Smoleńsku, następnie na emeryturze. Od 9 kwietnia 1971 do 24 lutego 1976 zastępca członka, a od 5 marca 1976 do 25 kwietnia 1989 członek KC KPZR. Deputowany do Rady Związku Rady Najwyższej ZSRR od 8 do 11 kadencji (1970-1989). Honorowy obywatel miasta-bohatera Smoleńska (30 września 1997).
28 czerwca 2007 w Smoleńsku na ścianie domu, w którym mieszkał i pracował, odsłonięto tablicę pamiątkową.

## Odznaczenia
- Order Lenina (dwukrotnie)
- Order Rewolucji Październikowej
- Order Czerwonego Sztandaru Pracy